# 浅田ちち
浅田 ちち（あさだ ちち、1986年4月25日 - ）は、日本の元AV女優。
身長:160cm 、スリーサイズ:B100（Kカップ）・W60・H87。血液型:A型。
趣味:映画鑑賞。

## 略歴
- 2008年頃にAVデビュー。
- 2008年10月末をもって引退。

## 作品

### アダルトビデオ
2008年
- ULTRA BIG TITS Jcup  (1月11日、プレステージ)
- 鷲づかみされるのが好きな爆乳Kカップ 浅田ちち (1月25日、シネマユニット・ガス)
- 癒しのKカップ女教師 浅田ちち (2月15日、ワープエンタテインメント)
- 巨乳が寝てる間に… たっぷり揉んだら、仕上げに挿入!! (2月15日、ワープエンタテインメント)…オムニバス作品
- BOING．103 ボインの母性に没頭する08 (3月5日、ドリームチケット)
- グラビア界激震!あの神乳K-cupがハメた! (3月7日、みるきぃぷりん♪)
- クロロホルムレイプ 爆乳女玩具 浅田ちち (3月20日、ヒビノ)
- 爆乳J 浅田ちち (3月28日［セル］/3月29日［レンタル］、クリスタル映像)
- 痴女が巨乳で… 浅田ちち (4月1日、ワンズファクトリー)
- 陵辱巨乳妻　夫がいない間に義父に犯される新妻 (4月4日、ヒビノ)
- メイド in Prin 神乳K-cupグラドル (4月7日、みるきぃぷりん♪)
- 爆乳中出しFUCK 浅田ちち 103cmKカップ (4月12日、隼エージェンシー)
- 妄想ママは爆乳K-CUP 浅田ちち (4月13日、マルクス兄弟)
- メガパイ 103cm Kcup 浅田ちち (4月17日、ディープス)
- 103cm Kcup CHICHI (4月19日、OPPAI ［おっぱい］)
- Kの嵐。 爆裂巨乳 ちち先生 (4月25日、ケイ・エム・プロデュース)
- 近親相姦Vol.2〜家政婦の爆乳母と巨乳奥様、二人にヤラれる息子〜 (5月1日、グローリークエスト)
- 日本最大の巨乳風俗チャンネル PAI-ZOKU Vol.1 (5月8日、アキノリ)
- 爆乳家庭教師 Lesson1 (5月9日、ビッグモーカル)…オムニバス作品
- BIG BAM BOMB 03 (5月10日、ラストラス)
- キモ男に犯される資産家令嬢 浅田ちち (5月13日、マルクス兄弟)
- 友人の妻Kカップ 浅田ちち (5月16日、GLAY'z)
- boin!boin!240 37人のボイン (5月19日、ミスター・インパクト)…オムニバス作品
- 浅田ちち×乃亜 Kカップ爆乳レズ処女狩り (5月22日、LADY×LADY)
- 爆乳凌辱K 浅田ちち (5月30日［セル］/5月24日［レンタル］、クリスタル映像)
- 行列のできるパイズリ屋さん 狭射21発 潮15吹き 浅田ちち (5月30日、シネマユニット・ガス)
- デカパイでか尻ソープ嬢 浅田ちち (6月1日、ワンズファクトリー)
- パイズリは挟射だよな! ペニスを完全ホールド! (6月1日、ワンズファクトリー)…オムニバス作品
- 目が覚めたら爆乳浅田ちちになってた (6月5日、アキノリ)
- 爆乳ソープ嬢 浅田ちち 100cmKcup たぷたぷオッパイに包まれたい (6月5日、アイエナジー)
- 盗撮マンション管理人日誌3〜中出し裏規約〜 (6月5日、グローリークエスト)
- SOAP 浅田ちち (6月7日、桃太郎映像出版)
- SOAP EXTRA（6月7日、桃太郎映像出版）…オムニバス作品
- BOIN HAZARD (6月13日、ビッグモーカル)…オムニバス作品
- みるスポ! 神乳 K-cup (6月13日、みるきぃぷりん♪)
- ボクの彼女はKカップ 浅田ちち (6月15日、ワープエンタテインメント)
- 爆乳快楽アクメ 浅田ちち (6月19日、ドグマ)
- 極上ソープ 豪華絢爛 超高級超絶Super Body艶姫大乱交／〜珠玉の究極泡遊戯〜 (6月19日、SODクリエイト)
- Kcup爆乳おもらし女教師 浅田ちち (6月25日、BRAVO)
- 巨乳・爆乳 授乳手コキvol.1 (7月4日、映天)…オムニバス作品
- 団地妻レイプ生中出し 2 (7月4日、TMA)…オムニバス作品
- BEST HIT 2008年 ドリームチケット 上半期総集編 (7月5日、ドリームチケット)
- SIMPLE 1980 THE フェラチオ 完全撮り下し 3rd Impact (7月11日、ビッグモーカル)…オムニバス作品
- フェラコレ2008夏SP (7月12日、隼エージェンシー)…オムニバス作品
- BOING WORK 巨乳のお仕事 浅田ちち 蜜井とわ (7月13日、マルクス兄弟)
- ベロチュ〜接吻&乳首やアナル舐めで手コキ責め (7月13日、マルクス兄弟)…オムニバス作品
- キスがエロけりゃ醜男だって、美女とベロちゅうデキるのだぁ (7月15日、ワープエンタテインメント)
- 禁断介護17 〜義父と爆乳嫁の性〜 (7月17日、グローリークエスト)
- 天然巨大乳Kcup爆乳女優に無許可でヤリたい放題!!! 浅田ちち (7月25日、BRAVO)
- ヴァーチャル保育園 イカせてちち先生 浅田ちち (8月1日、ワンズファクトリー)
- 張り型チンポ自慰 01 (8月1日、ワンズファクトリー)…オムニバス作品
- 巨乳・爆乳 乳舐め吸いvol.2 (8月8日、映天)…オムニバス作品
- こだわりの手コキ 4時間SP 9 30人のハンドメイド (8月9日、隼エージェンシー)…オムニバス作品
- 狙われた人妻 無理やり犯される7人の人妻たち 第6章 (8月9日、隼エージェンシー)…オムニバス作品
- 新人OL裏接待セックス調教 浅田ちち（8月13日、マルクス兄弟）
- チ●ポは自分でシゴきますから、それ以外の「接吻」とか「乳首責め」とか「亀頭チロチロ舐め」とかのお手伝いは、ぜ〜んぶお姉さんがシテ下さい。2 (8月15日、ワープエンタテインメント)…オムニバス作品
- 巨乳レイプ レイプされた7人の巨乳 (8月19日、ミスター・インパクト)…オムニバス作品
- フェラマニア Vol.4 (8月19日、ミスター・インパクト)…オムニバス作品
- 究極の妄想お仕事シリーズ 浜崎りお、浅田ちち、辻さきがやって来る巨乳銭湯の番台になった! (8月21日、ROCKET)
- AKNR 2008年上半期作品集 (8月21日、アキノリ)
- 団地妻レイプ生中出し 2 (8月22日、TMA)…オムニバス作品
- 目が覚めたら爆乳先生になっちゃった 浅田ちち (9月1日、MOODYZ)
- 疼きマンコ本気オナニー30人 (9月1日、ワンズファクトリー)
- ROCKET 巨乳作品集4時間DX 超プレミアム・コレクション (9月4日、ROCKET)
- 拘束×強制イラマ×口内射精 (9月13日、マルクス兄弟)…オムニバス作品
- Big Boin Style 3 (9月13日、隼エージェンシー)…オムニバス作品
- 会員制高級ソープ　浅田ちち (9月19日、GLAY'z)
- 露出2 浅田ちち&宮崎あい (9月19日、ミスター・インパクト)…共演:宮崎あい
- 巨乳痴女団地妻 (9月19日、GLAY'z)
- ご当地爆乳! 乳じまん 福岡県代表 浅田ちち Kカップ103cm (9月26日、チェリーズ)
- 縛られる女 4時間15連発!! (9月26日、クリスタル映像)
- 爆乳BUSTERS 2 (10月1日、アイデアポケット)…共演:小坂めぐる、青木春
- 爆乳大乱交 (10月1日、ワンズファクトリー)
- 巨乳・爆乳 乳舐め吸い VOL.4 (10月3日、映天)…オムニバス作品
- 巨乳・爆乳 乳揉み VOL.2 (10月3日、映天)…オムニバス作品
- 達磨アクメ 十四 〜灼熱の悲しき肉人形〜 淫蜜達磨制裁拷問 相崎琴音&浅田ちち (10月4日、ベイビーエンターテイメント)
- 10年まるごと特別総集編 おおきいオッパイ4時間 (10月15日、ワープエンタテインメント)
- 巨乳ギャル痴漢バス 浅田ちち×星野あかり(10月17日、GLAY'z)…他出演:星野あかり
- 超豪華11人の高級ソープ4時間DX 〜巨乳浴場〜 (10月19日、桃太郎映像出版)
- 爆乳騎乗位ベスト 45人すべて見せます! (10月24日、シネマユニット・ガス)
- 潮吹きFUCK DX PART.2 (11月7日、クリスタル映像)
- 巨乳騎上位COLLECTION 4時間 (11月7日、TMA)
- 爆乳パイパン水中合体 Kカップご奉仕ペニバンFUCK (11月19日、アンナと花子)
- 巨乳×爆乳 GRANDPRIX DX4 (11月21日、クリスタル映像) ※総集編
- おかず。が誇る世界の美乳・巨乳100人8時間 (11月21日、ケイ・エム・プロデュース) ※総集編
- 108cmKcup 103cmKcup 103cmJcup 97cmHcup 史上最高の爆乳大乱交 (11月22日、OPPAI ［おっぱい］)
- 中出し150人斬り!! 2枚組8時間 (11月28日、TMA) ※総集編
- 爆乳パイパン潮噴きFUCK 浅田ちち (12月1日、MOODYZ)
- Boin「浅田ちち」Box (12月1日、ABC/妄想族）
- 嘔吐寸前 イラマチオ4時間 (12月1日、NIRVANA)
- 神技!!天狗亜苦滅（テングアクメ） 外伝 (12月2日、MAD)
- こだわりの手コキ 4時間SP 10 30人のハンドメイド (12月13日、隼エージェンシー)…オムニバス作品
- W爆乳ふたなりレズ 異常射精する乙女たち (12月25日、OPERA［オペラ］)

2009年
- お母さんのすべて 浅田ちち （1月1日、ABC/妄想族）
- 爆乳仕置き人 陵辱乳嬲り (1月8日、ヒビノ)
- 爆乳Wボイン (1月13日、MOODYZ)
- 美尻フェチ デッカイお尻でシゴかれたい! (1月13日、マルクス兄弟)…オムニバス作品
- NON STOP 浅田ちち (1月16日、TMA)
- 103cm Kcup 103cm Jcup 99cm Icup 95cm Icup CHICHI，TOWA，ROMIHI，YUU OPPAIソープスペシャル (1月19日、OPPAI)
- Kカップ103cm 浅田ちちの絶対すべらない爆乳 (1月30日、チェリーズ) ※引退作
- 103cm Kcup CHICHI 女教師 (3月19日、OPPAI)
- もしも…こ〜んな 巨乳だらけの混浴露天風呂があったら? (5月13日、カルマ)
- TOKYO熟女 〜 浅草で出会ったKcupドM人妻〜（2月16日、スターゲート）
- Big Boin　ユーザーが選んだ最高の巨乳10人（3月1日、ワンズファクトリー）…総集編
- 巨乳＋爆乳 パイズリ天国（3月19日、アイエナジー）総集編
- Hi-Vision 巨乳極乳PREMIUM（4月24日、TMA）※ブルーレイディスク
- 110cmIcup 103cmKcup 100cmIcup 奇跡のトリプル爆乳（5月19日、OPPAI ）
- 団地妻生中出しCOLLECTION 4時間3（6月26日、TMA）…オムニバス作品

2010年
- KARMA設立5周年プレミアム感謝祭! 巨乳!巨乳!巨乳!ボインボインバスツアー (1月13日、カルマ)